# Locharik
Le Locharik, AS-12 ou AS-31 (version modernisée du AS-12 de Classe Uniform), du projet 10831, est un sous-marin nucléaire de taille moyenne placé au service direct du ministère de la Défense russe, et non de la flotte maritime militaire de Russie, depuis 2003. Il a été conçu dans les années 1980 par les ingénieurs designers du bureau d'études Malakhit, avec pour concepteur en chef du projet Yu. M. Konovalov. C'est un sous-marin destiné aux opérations spéciales en eaux profondes à visées stratégiques, de types recherches océanographiques, collectes d'informations, mises en place ou retraits d'infrastructures sous-marines, récupérations d'objets à grande profondeur,, interceptions des câbles de communication transocéaniques posés sur les fonds marins, et à des recherches et expérimentations de technologies sous-marines,.
L'exploitation du Locharik est confiée aux équipes spécialisées des plongées en eaux profondes du GUGI (ГУГИ pour direction principale de la recherche en haute mer du ministère de la Défense de la fédération de Russie (ru)) de la 29e Brigade autonome des sous-marins de la flotte du Nord, stationnée en baie d'Olenia dans la base navale de Gadjievo.
Les données de toute nature concernant ce sous-marin ont été très protégées par les services russes de sécurité militaire, particulièrement en ce qui concerne les visuels - images ou vidéos - du bâtiment. En 2019, il n'existerait qu'un seul cliché connu de l'AS-31, pris accidentellement lors du tournage d'un épisode de la version russe de Top Gear, en 2015 à Arkhangelsk, et l'ensemble des illustrations présentées dans les médias grand-public est issu de projections de la part de spécialistes et passionnés.

## À propos du nom «Losharik» attribué non officiellement à ce sous-marin

Une vue intérieure possible du Losharik.

De par sa destination aux  missions par grandes profondeurs, la résistance aux grandes pressions de la structure interne de ce sous-marin est obtenue de par une conception reposant sur un assemblage polysphérique sériel réalisé sur une base d'alliages de titane renforcé - sur le principe du bathyscaphe - et de monoblocs de granulats légers pour occuper les espaces interstitiels entre le corps de titane et l'enveloppe extérieure du bâtiment,.
Le nom « Losharik » - d'un caractère non officiel car donné par les ouvriers du chantier naval de la Sevmash - proviendrait d'un rapprochement effectué entre l'apparence de la structure interne de ce bâtiment et celle d'un personnage chevalin d'un dessin animé de l'ère soviétique - tourné en 1971 dans les  studios Soyuzmultfilm - et dont la silhouette était constituée de boules accolées les unes aux autres. Son nom est une composition de  « loshad » (лошадь, cheval en russe) et « sharik » (шарик, balle en russe), (voir l'article du Wikipedia russe à propos de ce personnage Locharik (dessin animé) (ru)).

## Historique du bâtiment et événements connus
Sa conception pilotée par le GRU, le renseignement militaire national, remonterait à la fin de l'Union soviétique, soit à la fin des années 1980. En 1991, alors que la partie robuste interne du sous-marin est pratiquement réalisée, le chantier se retrouve gelé par des contraintes d'ordre financier. Celui-ci n'est relancé qu'au cours des années 2000,.

Carte des emplacements stratégiques liés à la flotte du Nord. La base de la 29e Brigade autonome des sous-marins est localisée en baie d'Olenia.

Le 5 août 2003, l'AGS no 01210 est mis à l'eau près de l'atelier no 42 des chantiers navals de Sevmash, à Severodvinsk, en présence du commandant en chef de la marine russe V.Kuroedov.
En 2004 débutent les essais en mers Blanche, de Barents, de Norvège et du Groenland, sous le commandement du capitaine de 1er Rang A.I. Oparin.
En 2006, le sous-marin spécial du projet 10831 est transféré à la marine russe afin que celle-ci entame ses propres essais en mer. Ces essais sont validés en 2008, et le sous-marin est intégré à la base navale de Gadjievo en juillet 2010.
À la fin de septembre 2012 débute une expédition de recherche dénommée « Arctic-2012 », pilotée par les experts de la société de géologie JSC, afin de clarifier la limite des hautes latitudes du plateau continental dans l'Arctique; avec pour objectifs de prouver l'appartenance des crêtes Lomonosov et Mendeleev au plateau continental russe, et de déposer une demande auprès de la Commission des Nations unies sur le droit de la mer de façon à pouvoir aboutir à ce que soit étendue la zone arctique contrôlée par la fédération russe. Cette expédition a mobilisé les brise-glaces Dikson et Capitaine Dranitsyn, et le Losharik. Au cours de cette campagne, plusieurs carottages sont effectués durant une période d'environ vingt jours grâce au Losharik, à une profondeur de 2,5 à 3 km,.
Un grave incendie se produit le 1er juillet 2019 à bord du Losharik, et le ministère russe de la Défense annonce que 14 officiers sous-mariniers - tous ultérieurement identifiés comme membres de l'élite des plongeurs de l'unité militaire russe 45707 (ru) - dont sept « capitaines de premier rang » (équivalent au grade français de capitaine de vaisseau) et deux « héros de la fédération de Russie », sont morts en mer de Barents dans les eaux territoriales russes du fait de l’inhalation de produits de combustion à bord d’un véhicule submersible de recherche destiné à étudier les fonds marins. Le porte-parole du Kremlin, Dmitri Peskov annonce que les informations détaillées - dont le nom du sous-marin victime de l'accident - ne sont pas rendues totalement publiques car « elles se trouvent dans la catégorie du Secret d'État ».
L'incendie a été éteint grâce au « comportement héroïque » de l’équipage ; les cinq survivants ont maîtrisé le feu et fait remonter le sous-marin à la surface,.
Le sous-marin est par la suite rapidement convoyé par le BS-64 Podmoskovye jusqu'au port de Severomorsk,, puis amené au centre confidentiel des réparations navales Zviozdotchka (Звездочка).
Si l'incendie a officiellement démarré dans le compartiment des batteries, sans toucher son réacteur nucléaire,,,, les dégâts seraient néanmoins très importants selon des sources confidentielles, puisque seraient touchés les équipements radio-électroniques, les systèmes acoustiques et de navigation, le système de survie de l'équipage, et certaines parties en titane pour la partie structurelle.
En avril 2021, une dépêche de l'agence TASS indique tenir d'une ou plusieurs sources anonymes que la durée totale des réparations du Losharik prendrait jusqu'à quatre ans. La structure principale en titane ne semblerait pas avoir trop souffert de l'incendie, et le cœur du réacteur a été déposé sans nécessité apparente d'un besoin de le remplacer. Le chantier des travaux de réparation et modernisation a pu ainsi démarrer.
La même dépêche précise toutefois que le service des relations publiques des chantiers de la Sevmash n'a pas souhaité commenter ces informations.

## Caractéristiques

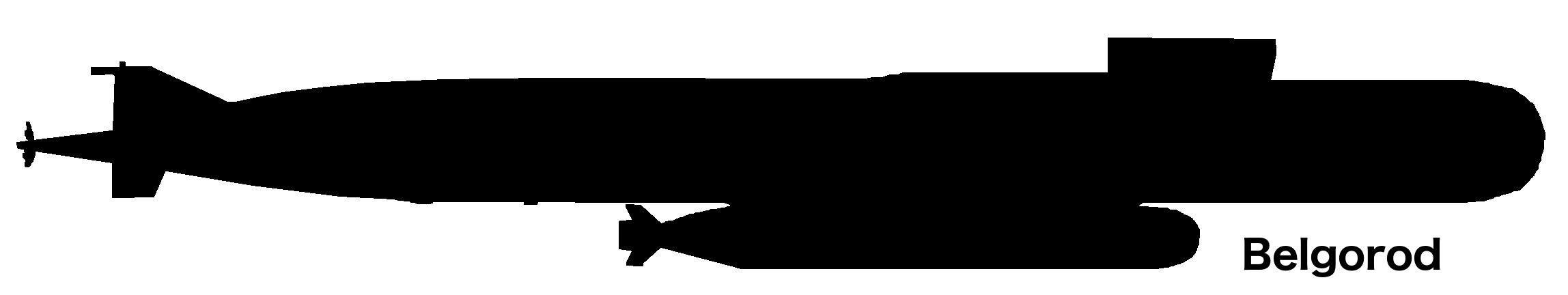
Losharik fixé sous le ventre du sous-marin K-329 Belgorod.

Les caractéristiques opérationnelles précises du Losharik sont classifiées et donc officiellement inconnues à ce jour.
Celles présentées ci-dessous sont donc provisoires et sujettes à rectifications.
Ce bâtiment est catalogué comme « station nucléaire de plongée profonde de 1er rang », et dépend de la Direction principale des recherches en eaux profondes, un service autonome du ministère de la Défense russe. Il a la particularité de pouvoir être mis en œuvre depuis un « vaisseau-mère », le BS-136 Orenbourg, un ancien SNLE de la classe Delta III, ou le BS-64 Podmoskovye, un SNLE Delta IV remodelé, ou encore le K-329 Belgorod, un classe Oscar 2 modifié en essais depuis 2019 et attendu comme opérationnel pour début 2022.
Vitesse : estimée à 10 ou 11 nœuds en immersion
Rayon d'action : limité au théâtre d'opérations de missions spéciales en eaux profondes (le bâtiment est amené sur zone par un vaisseau-mère)
Immersion opérationnelle / maximale : de 1 000 mètres, à 6 000 mètres,
Propulsion : nucléaire (1 réacteurs à eau sous pression Э-17 ТЗА d'une puissance de 5 MW, alimentant la rotation d'une seule hélice),
Équipage : estimé à 25 sous-mariniers et hydronautes spécialisés
Il est avancé que la structure interne du Losharik serait composée de sept sphères de titane. Il serait par ailleurs doté d'un bras télémanipulateur et de patins lui permettant de se poser sur les fonds marins des plateaux continentaux. Il est également estimé qu'il serait capable de plonger jusqu'à 1 100 m voire 6 000 m de profondeur.

## L'une des pièces essentielles des services de missions spéciales en eaux profondes (GUGI)
Les volontés d'implantations et d'exploitations du plateau arctique font partie des objectifs géostratégiques primordiaux de la Russie dans un court à moyen terme,, ce pour des enjeux énergétiques, prospections diverses, ou encore de contrôle des flux maritimes appelés à se recomposer avec la fonte des glaces arctiques.
Une illustration peut en être établie au travers d'un nouveau projet de modernisation et de déploiement d'un réseau de stations d'écoute sonar, positionné sur le fond sous-marin arctique (nom de code Harmony : Гармония en russe). Pour alimenter l'ensemble de ces infrastructures, il est prévu lors de leur déploiement sur les plateaux continentaux en eaux profondes, un réseau de centrales nucléaires miniaturisées de nouvelle génération.
Une autre illustration peut être relevée, au travers des différentes inquiétudes apparues au sein de membres haut gradés du Pentagone comme de l'état-major de l'OTAN entre fin 2015 et fin 2017, concernant les visées russes vis-à-vis des câbles de télécommunication sous-marins.
Effectivement, une guerre non conventionnelle pouvant être envisagée sur ces infrastructures très faiblement protégées, dans un cadre de tensions exacerbées voire de conflit ouvert. Le Losharik - exploité par les spécialistes du GUGI - de par ses spécificités particulières, peut agir à de très grandes profondeurs (en milliers de mètres) et fait ainsi partie des moyens matériels primordiaux si de telles opérations non conventionnelles, venaient à être validées au plus haut sommet de l'État russe,. Sur le plan pratique, l'accident survenu le 1er juillet 2019 représente de fait un handicap sérieux en termes de temps, de possibilités matérielles et de moyens humains hautement spécialisés, qui demeurent essentiels pour assoir pleinement ces prétentions à caractère stratégique. Une matérialisation de ces possibilités d'action se réalise dans le cadre de la guerre en Ukraine, déclenchée par la Russie le 24 février 2022. L'ensemble des dirigeants européens et mondiaux se sont tout d'abord focalisés sur l'option d'une menace d'attaque nucléaire à la suite des déclarations du président russe Vladimir Poutine à propos de « conséquences que vous n’avez jamais vues ». Il faut attendre le 2 mars 2022 pour que certains articles apparaissent dans les médias, faisant état de cette autre possibilité, pour la Russie, de générer un black-out sur l'internet par une attaque directe sur les câbles sous-marins de télécommunication, avec la prise de conscience de l'ampleur catastrophique que pourrait prendre un tel type d'attaque,.
La possibilité d'une action russe visant les systèmes telecom sous-marins devient officiellement revendiquée le 14 juin 2023, par une annonce de Dmitri Medvedev sur son compte officiel Telegram. Cette déclaration se réalisant à la suite des derniers éléments révélés concernant le sabotage des gazoducs Nord Stream.